# Made in USA (Sex Machineguns)
Made In USA è il quinto album in studio dei Sex Machineguns; è stato pubblicato l'8 febbraio del 2006 dalla Toshiba-EMI. Questo è l'ultimo album prima della pausa e della riforma del gruppo da parte di Anchang nel 2007. L'album è stato registrato durante il viaggio della band in America da cui è stato tratto anche un DVD

## Tracce CD
1. Saboten Kyoudai-4.29
2. Junk Food-3.48
3. Samurai No7-3.27
4. Zero-5.21
5. Mr.journey-4.24
6. Sweet Sweet-4.00
7. Mama San Volley-3.25
8. Kagiri naki Teikou-4.16
9. Aijin 28-4.26
10. Daiyaru Rokku Shiki Kinko-4.09
11. Reach For The Sky-5.32
12. Hungry Eyes-4.12

## Tracce DVD
1. Junk Food-3.48
2. Aijin 28-4.26